# Rong Ge
Rong Ge (chiń. 荣格; ur. 3 sierpnia 2002) – chińska snowbordzistka specjalizująca się w big airze i slopestyle, olimpijka z Pekinu 2022.

## Kariera
W Pucharze Świata zadebiutowała 23 października 2021 w Chur. Jej pierwszym dużym seniorskim turniejem międzynarodowym były igrzyska olimpijskie w Pekinie.

## Udział w zawodach międzynarodowych
| Impreza    | Rok | Gospodarz | Konkurencja | Miejsce |                      |      |       |         |    |
| ---------- | --- | --------- | ----------- | ------- | -------------------- | ---- | ----- | ------- | -- |
| Impreza    | Rok | Gospodarz | Konkurencja | Miejsce | Igrzyska olimpijskie | 2022 | Pekin | big air | 5. |
| slopestyle | 25. |           |             |         | Igrzyska olimpijskie | 2022 | Pekin |         |    |